# Stanislav Titzl
Stanislav Titzl (9. února 1929 v Zábřehu na Moravě – 15. srpna 1990 v Praze) byl významný český hudební publicista, novinář-žurnalista, redaktor, jazzový hudebník (akordeonista, klavírista a kytarista) a hudební organizátor.
Jedná se o průkopníka české hudební publicistiky na poli pop‑music, jenž založil první pravidelný informační bulletin nazvaný Hudba pro radost vydavatelské firmy Supraphon, coby vůbec první specializované hudební periodikum v oblasti popmusic v bývalém Československu, pozdější časopis Gramorevue. V roce 1971 převzal od Lubomíra Dorůžky a až do roku 1984 vedl coby šéfredaktor odborný hudební měsíčník Melodie. Jeho jméno lze také nalézt pod mnoha doprovodnými texty na obalech mnoha československých gramofonových desek firmy Supraphon.
V roce 1964 stál u zrodu Mezinárodního jazzového festivalu, který byl největším jazzovým počinem před pražským jarem. Přispíval do měsíčníku Repertoár malé scény, napsal řadu textů k LP deskám a ve vydavatelství Panton založil spolu se šéfredaktorem Jiřím Maláskem edici EP desek Mini Jazz Salon, kde se objevovaly soubory, pro které nebylo v edičních řadách z kapacitních důvodů místo. Byl zakládajícím členem Mezinárodní jazzové federace a také Jazzové sekce Svazu hudebníků ČSR. Jeho vůbec první ediční počin bylo vydávání tzv. dopisů milovníkům jazzu, který pouze ve dvou kopiích koloval mezi příznivci (jinak by šlo o nedovolenou a tedy trestnou ediční činnost). Občasník se jmenoval Bop Time a koloval v letech 1951–1952, tedy v období největších represí proti všemu ze Západu. Jedna řada "dopisů" je v archívu Jazzové sekce. Titzl se velice zasloužil o publikování rozhovorů s hudebníky období před a po 2. světové válce (R. A. Dvorský, Tino Muf, Zdena Vincíková, Jiřina Salačová, S. E. Běhounek, Rudolf Cortés, Emil Ludvík, Karel Vlach a desítky dalších. Ačkoliv byl v období normalizace po určitý čas šéfredaktorem Melodie (po dr. Dorůžkovi), nikdy se svými spoluredaktory Horáčkem a Čestmírem Klosem nevstoupili do Komunistické strany Československa.
Stanislav Titzl spolupracoval i na hudebních festivalech populární hudby: Děčínská kotva, Bratislavská lyra, vydal řadu jazzových LP a také s popmusic (Soňa Salvis a Gustav Brom)
Spolu s Lubomírem Dorůžkou je považován za zakladatelskou osobnost moderní hudební žurnalistiky a publicistiky v oblasti populární hudby u nás.